# Чертаново Північне
Чертаново Північне — район у Південному адміністративному окрузі Москви і відповідне йому однойменне внутрішньоміське муніципальне утворення.
На території району знаходиться унікальний для Москви житловий комплекс — мікрорайон «Північне Чертаново», побудований у 1978—1980 рр.

## Показники району
За даними на 2010 рік площа території району становить 540,16 га. Щільність населення — 20483,0 ос./км², площа житлового фонду — 1899,5 тис. м² (2010 рік).